# Styvskinn
Styvskinn (Stereum rugosum) är en svampart som beskrevs av Pers. 1794. Styvskinn ingår i släktet Stereum och familjen Stereaceae.  Arten är reproducerande i Sverige. Inga underarter finns listade i Catalogue of Life.

## Källor

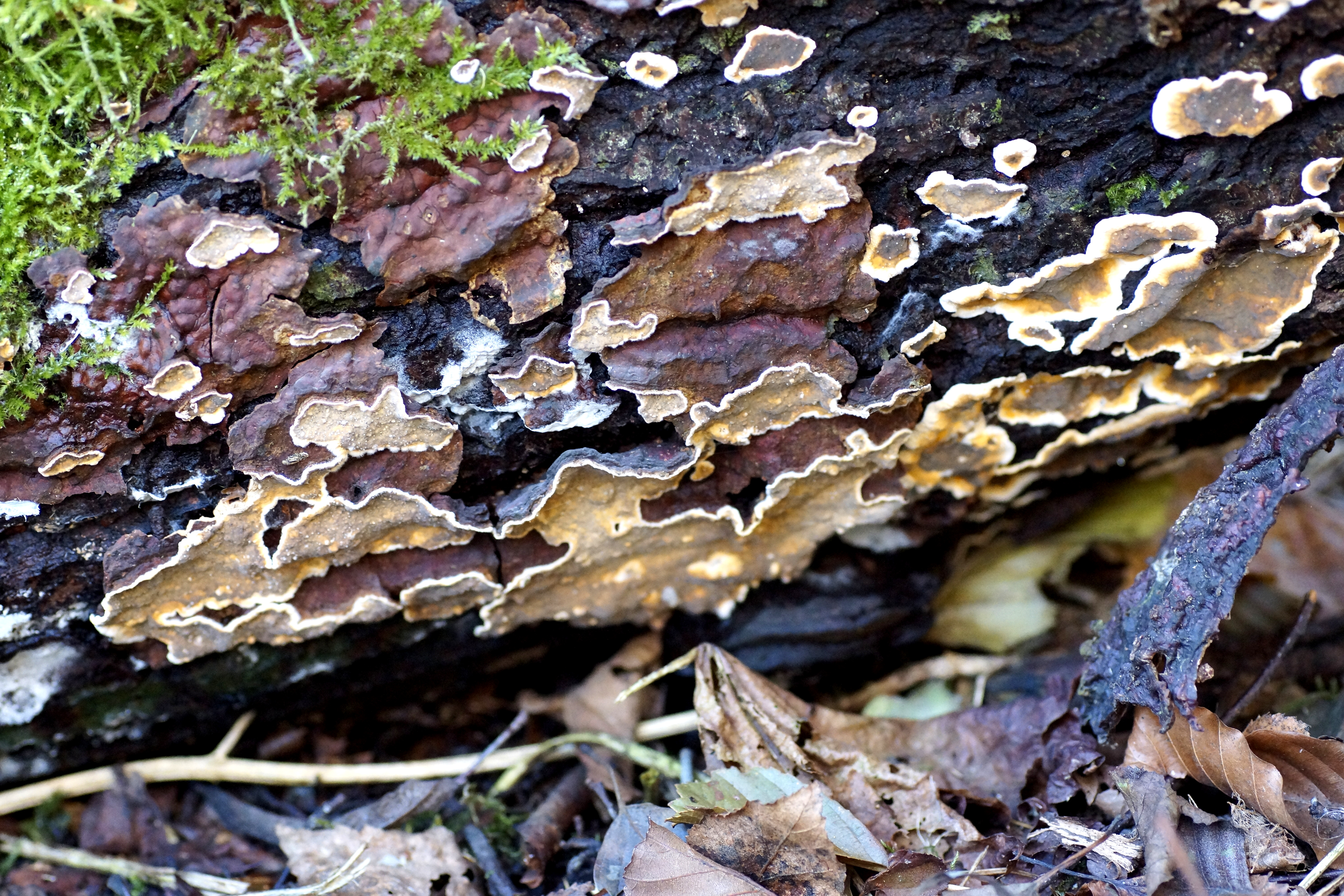
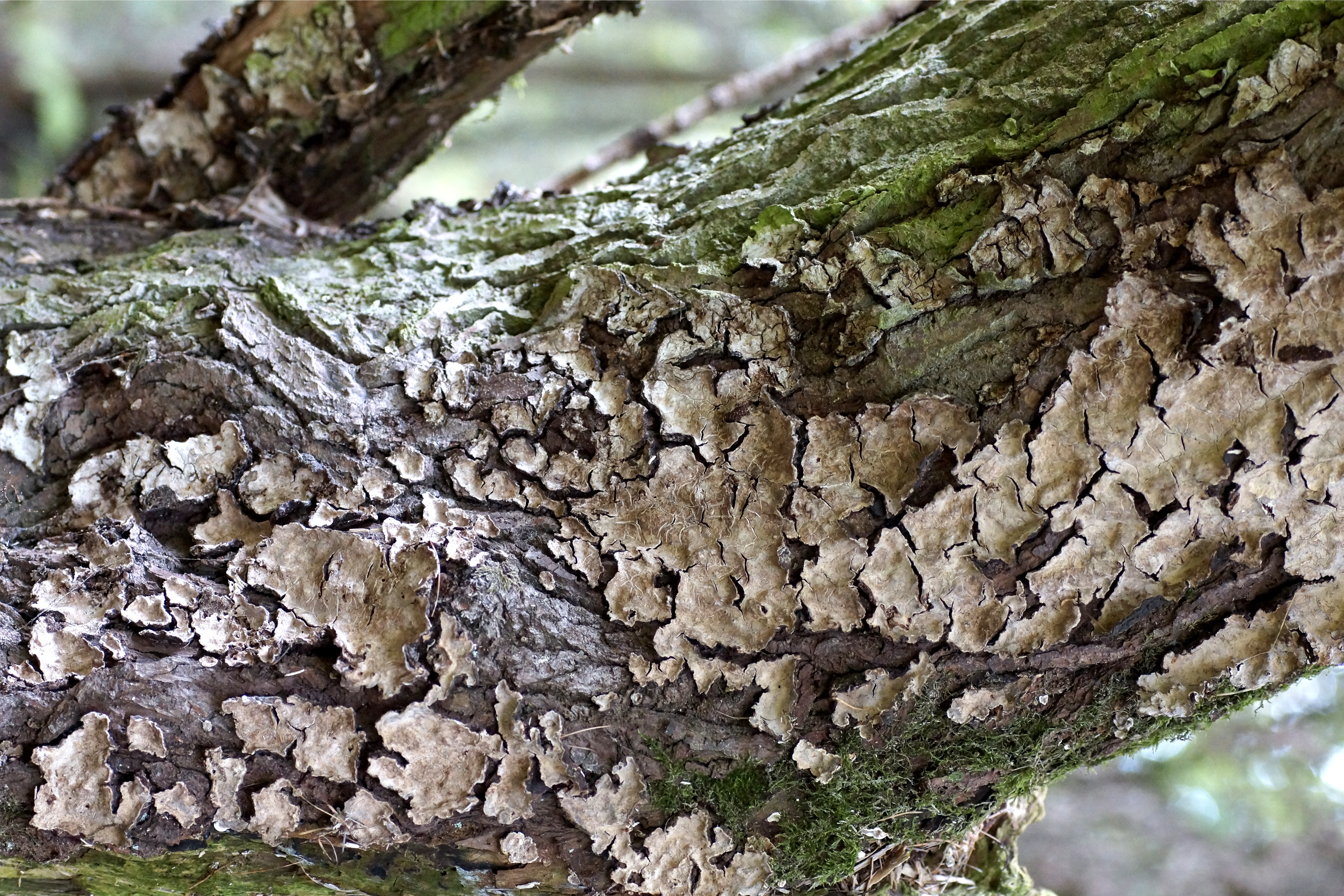
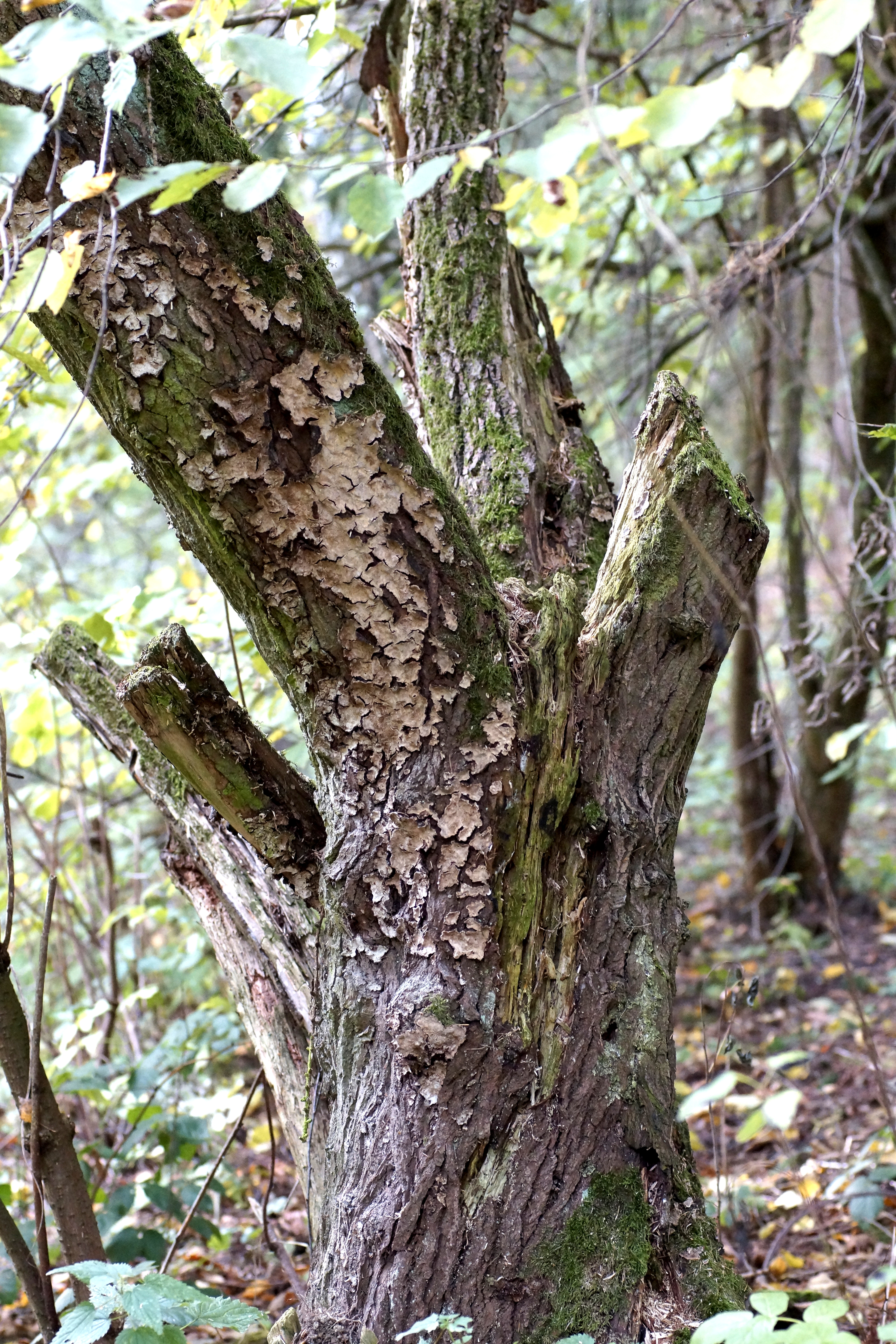
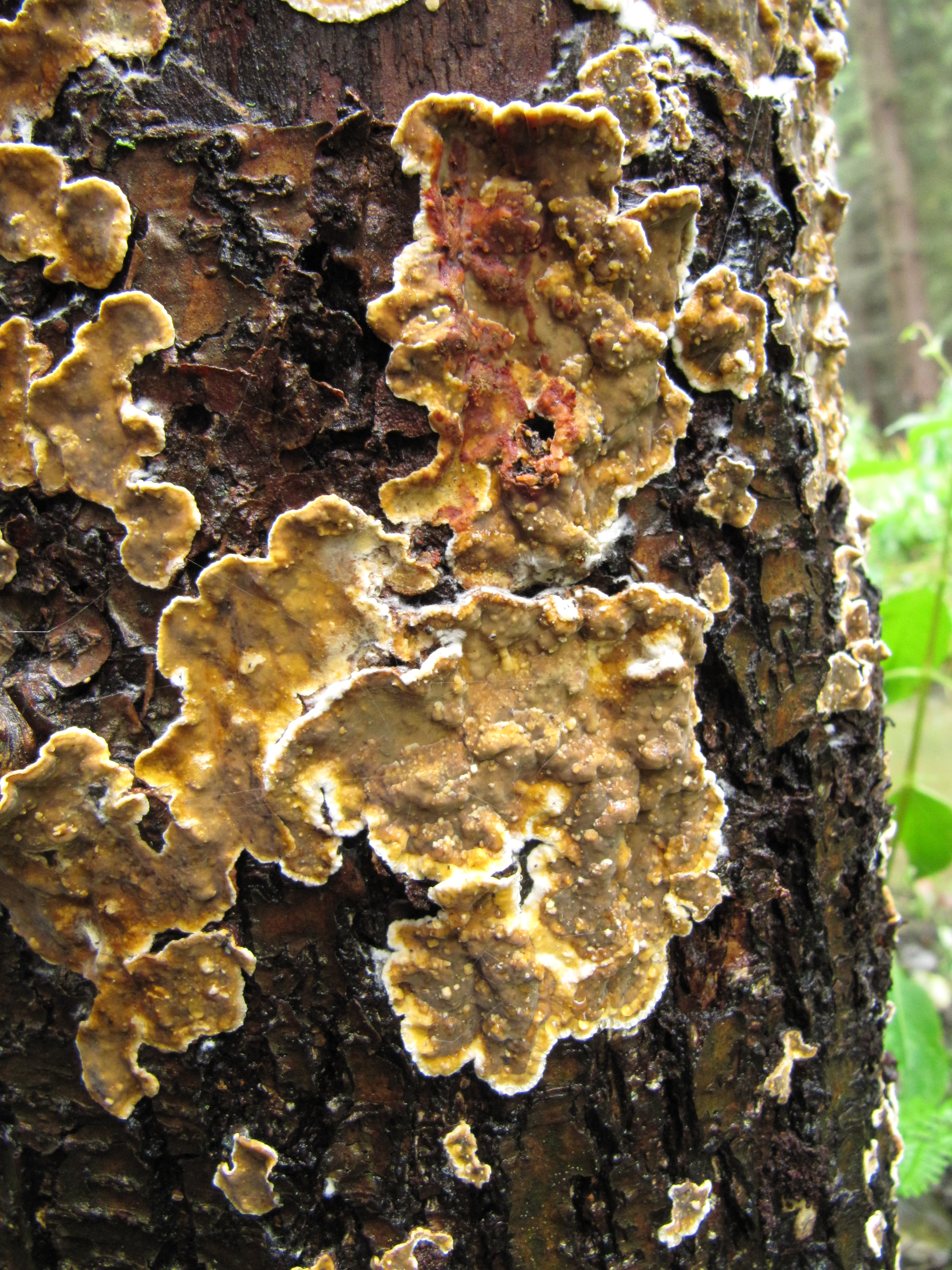